# NGC 3675
NGC 3675 é uma galáxia espiral (Sb) localizada na direcção da constelação de Ursa Major. Possui uma declinação de +43° 35' 11" e uma ascensão recta de 11 horas, 26 minutos e 08,1 segundos.
A galáxia NGC 3675 foi descoberta em 14 de Janeiro de 1788 por William Herschel.